# Tilly Aston
Tilly Aston (właśc. Matilda Ann Aston; ur. 11 grudnia 1873 w Carisbrook, zm. 1 listopada 1947 w Melbourne) – australijska pisarka, nauczycielka i działaczka społeczna, uważana za twórczynię australijskiego ruchu na rzecz osób niewidomych.

## Życiorys

### Młodość
Urodziła się jako najmłodsze z ośmiorga dzieci szewca i pielęgniarki. Od urodzenia miała postępujące kłopoty ze wzrokiem, jako siedmiolatka stała się całkowicie niewidoma. Wkrótce później poznała oślepłego w wyniku wypadku byłego górnika, który nauczył ją alfabetu Braille’a. Ukończyła kościelną szkołę średnią dla osób niewidomych, a następnie jako pierwsza niewidoma osoba w historii Australii podjęła studia wyższe na University of Melbourne. Musiała je jednak przerwać w połowie II roku z powodu braku podręczników w Braille’u, a także wskutek kłopotów ze zdrowiem psychicznym (prawdopodobnie cierpiała na jakąś formę nerwicy). Następnie próbowała utrzymywać się z pracy nauczycielki muzyki. Szybko zauważyła, że samodzielnie życie osób niewidomych było w ówczesnym australijskim społeczeństwie niezwykle trudne.

### Działalność społeczna
W 1894 założyła swoją pierwszą organizację społeczną pod nazwą Victorian Association of Braille Writers (Wiktoriańskie – od nazwy kolonii Wiktoria – Towarzystwo Piszących w Braille’u), która z czasem przekształciła się w specjalistyczną bibliotekę z tekstami dla niewidomych. W 1895 z jej inicjatywy powstało Towarzystwo na rzecz Rozwoju Niewidomych (Association for the Advancement of the Blind), które – obecnie pod nazwą Vision Australia – do dziś pozostaje największą australijską organizacją pozarządową wyspecjalizowaną w pomocy niewidomym. Aston została pierwszym sekretarzem Towarzystwa, którego działalność szybko przyniosła wymierne efekty, takie jak przyznanie osobom niewidomym praw politycznych na równi z widzącymi (wcześniej nie mogły one głosować w wyborach), zwolnienie wysyłek książek w Braille’u z opłat pocztowych czy przyznanie ulgowych biletów na środki transportu.
W 1913 uzyskała formalne uprawnienia nauczycielskie i została dyrektorem państwowej szkoły dla niewidomych. Był to pierwszy przypadek w stanie Wiktoria, gdy kierowanie taką placówką powierzono osobie, która dzieliła ze swoimi podopiecznymi niepełnosprawność. Zajmowała to stanowisko do 1925, kiedy to przebyła stosunkowo niegroźny wylew i zdecydowała się przejść na emeryturę.

### Działalność literacka
Jej pierwsza książka ukazała się w 1901 roku. Zajmowała się różnymi formami literackimi, ale sama najbardziej ceniła swoje dokonania poetyckie. Łącznie wydano osiem tomów jej wierszy. Prowadziła rozległą korespondencję zarówno po angielsku, jak i w języku esperanto.

### Życie prywatne
Aston nigdy nie wyszła za mąż. Do 1913 mieszkała z matką i bratem, później kupiła własny dom, w którym zatrudniała gosposię pomagającą jej w codziennym życiu. Zmarła na nowotwór w wieku 73 lat.

## Upamiętnienie
Na cześć Aston nazwany został okręg wyborczy do federalnej Izby Reprezentantów. Jest również upamiętniona ulicą w Canberze, pomnikiem w Melbourne i specjalnym kopcem w jej rodzinnym miasteczku Carisbrook.